# Søren Kaspersen
Søren Kristian Mikael Kaspersen (* 30. Dezember 1896 in Ilulissat; † unbekannt) war ein grönländischer Katechet und Landesrat.

## Leben
Søren Kaspersen war ein Sohn des Jägers Rasmus Isak Andreas Peter Kaspersen (1873–?) und dessen Ehefrau Martha Stine Rebekka Elisabeth Fisker (1872–?).
Er wurde zum Katecheten ausgebildet und war später als Oberkatechet in Aasiaat tätig. Von 1933 bis 1938 saß er erstmals im nordgrönländischen Landesrat, wobei er in der letzten Sitzung von Nikolaj Rosing vertreten wurde. Von 1945 bis 1950 war er eine zweite Legislaturperiode lang als Landesrat tätig. Von 1948 bis 1950 war er Mitglied der Grønlandskommission, wurde jedoch krank und so gemeinsam mit dem ebenfalls erkrankten Peter Nielsen längere Zeit von Nikolaj Rosing und Frederik Lennert vertreten.
Søren Kaspersens Tochter Sofie Stine Jensine Juliane Kaspersen (1920–1998) war mit Hans L. Larsen (1923–2004) verheiratet.